# Uenoa arcuata
Uenoa arcuata is een schietmot uit de familie Uenoidae. De soort komt voor in het Oriëntaals gebied.